# Deporte en Campania
El deporte en Campania, región del Sur de Italia, se ha desarrollado a un cierto nivel sólo después de la posguerra. Campania es muy famosa en Italia por sus equipos de fútbol, waterpolo, voleibol, y más recientemente por el baloncesto y el tenis.
El principal club de fútbol de Campania es el Napoli, que ganó cuatro veces la Serie A de Italia, seis veces la Copa Italia, dos veces la Supercopa de Italia, y una vez la Copa UEFA, la Copa de los Alpes y la Copa de la Liga anglo-italiana. El Napoli juega de local en el Estadio Diego Armando Maradona, y ha tenido entre sus jugadores a Sívori, Altafini, Zoff, Krol, Maradona, Careca, Zola, Cannavaro y Cavani.
Por su parte, Avellino jugó diez temporadas en la Serie A, Salernitana y Benevento dos temporadas. Otros equipos de fútbol de la región son Casertana, Juve Stabia, Savoia, Nocerina, Paganese y Cavese.
En el baloncesto masculino se han destacado los equipos Juvecaserta, Partenope Napoli, Basket Napoli y Avellino, mientras que en el baloncesto femenino GUF Napoli, Napoli Basket Vomero y Dike Basket Napoli.
La escuela de esgrima es la más antigua del país y la única en Italia donde un tirador puede adquirir el título de "maestro de espadas" y luego enseñar el arte de la esgrima.
Los clubes náuticos en Nápoles Posillipo, Canottieri y Rari Nantes son muy antiguos en Italia y famosos por sus regatas, y también son la sede de los principales equipos de waterpolo. En el waterpolo femenino destaca el Volturno Sporting Club de Santa Maria Capua Vetere, campeón de siete ligas italianas. Muchos navegantes de Campania participan como tripulación en la America's Cup.
En Castellammare di Stabia nacieron los hermanos Giuseppe y Carmine Abbagnale, cuatro veces campeones del mundo de remo y medallistas de oro en los Juegos Olímpicos.

## Principales locales deportivos

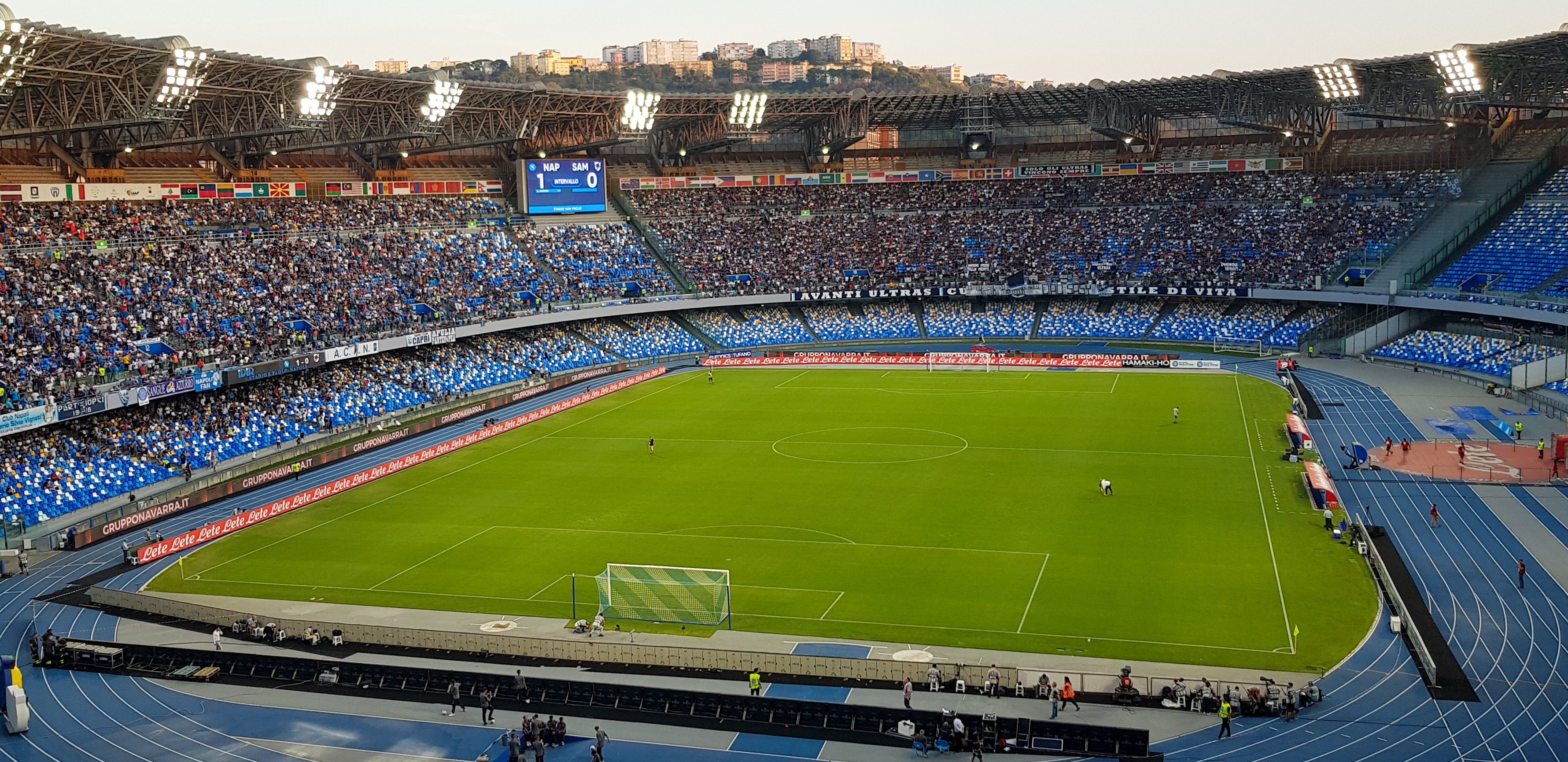
Estadio Diego Armando Maradona, Nápoles

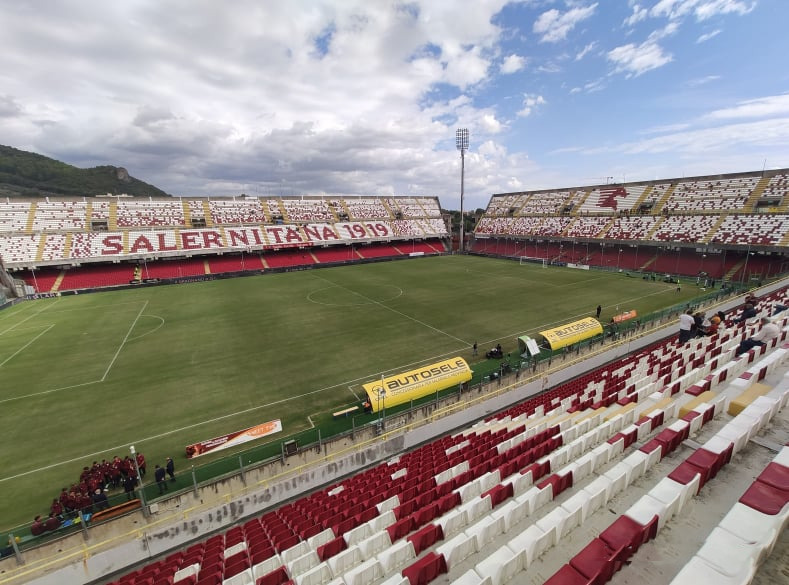
Estadio Arechi, Salerno

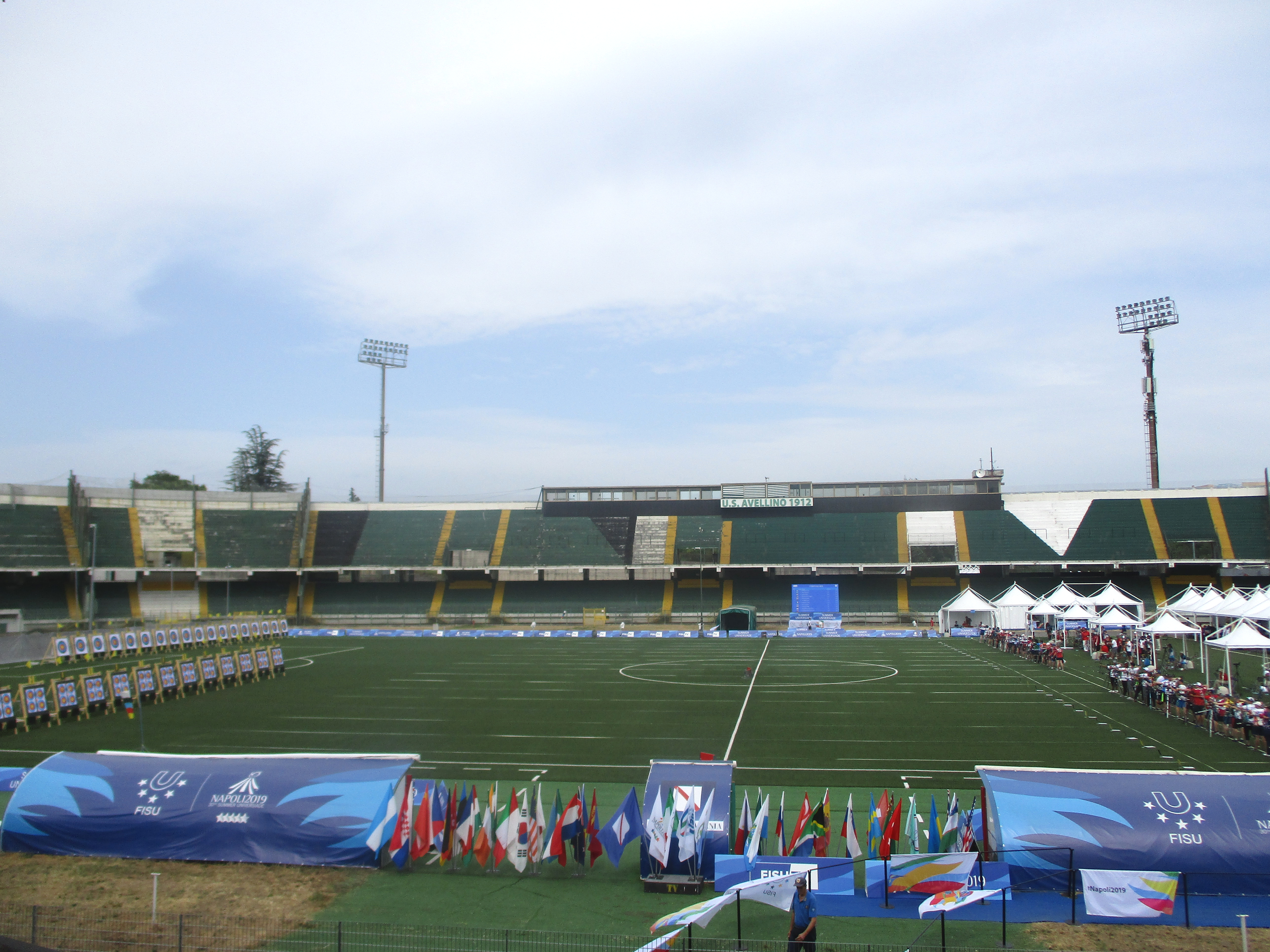
Estadio Partenio-Adriano Lombardi, Avellino

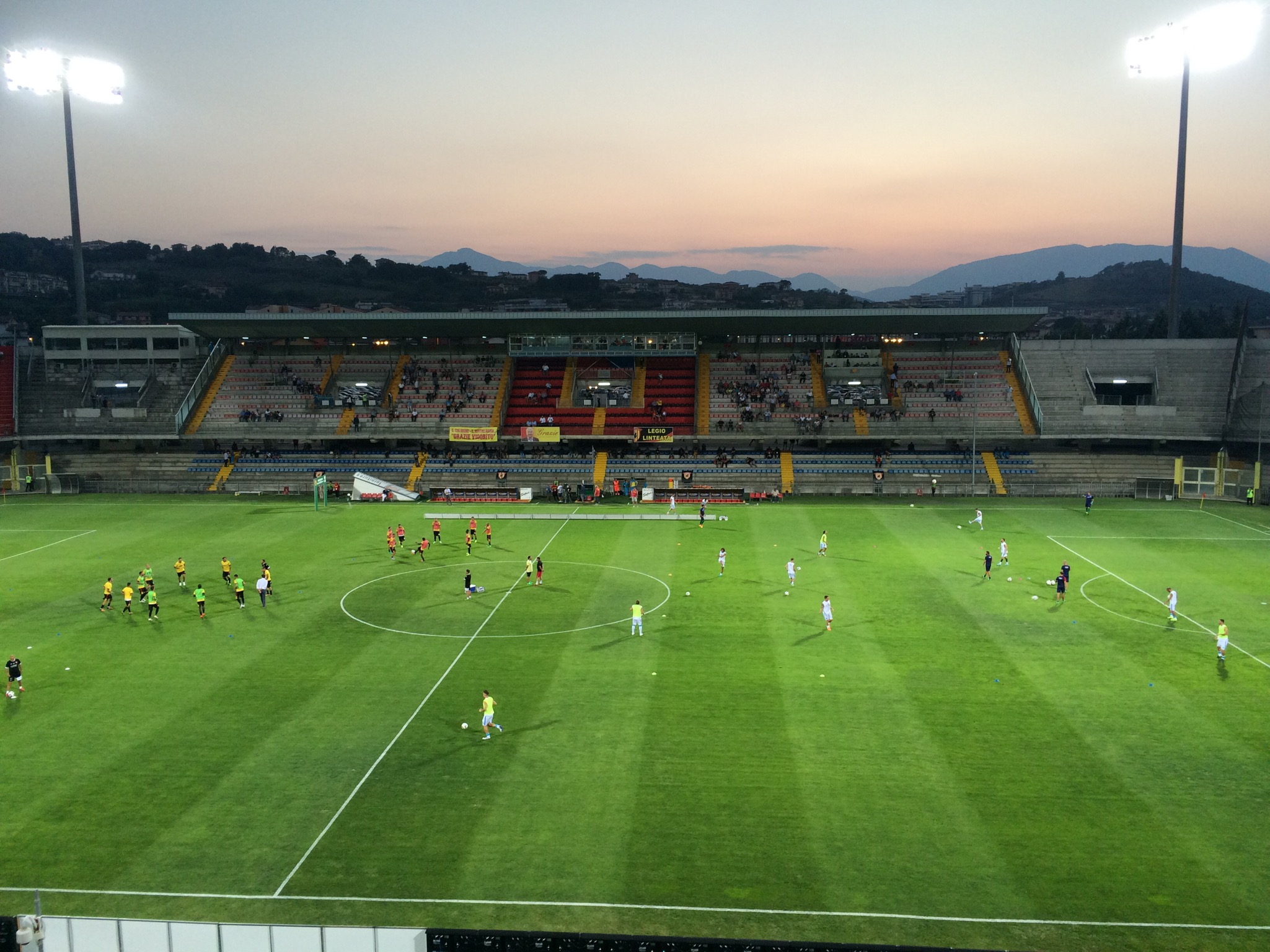
Estadio Vigorito, Benevento

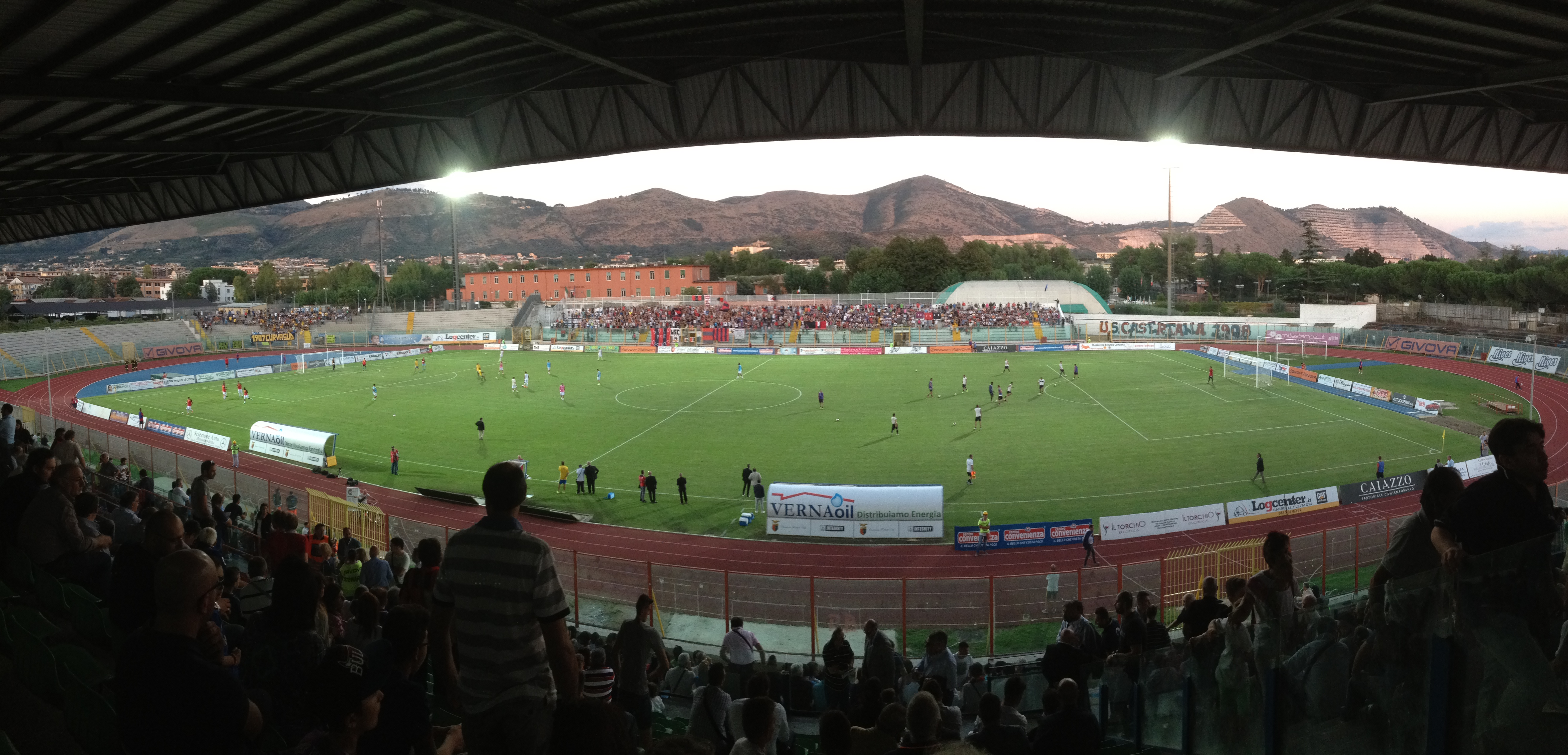
Estadio Pinto, Caserta

| Pos. | Estadio                | Ciudad                   | Inauguración | Capacidad máxima | Capacidad homologada |
| ---- | ---------------------- | ------------------------ | ------------ | ---------------- | -------------------- |
| 1°   | Diego Armando Maradona | Nápoles                  | 1959         | 54.726           | 54.726               |
| 2°   | Arechi                 | Salerno                  | 1990         | 37.000           | 37.000               |
| 3°   | Partenio Lombardi      | Avellino                 | 1971         | 26.542           | 10.125               |
| 4°   | Ciro Vigorito          | Benevento                | 1979         | 25.000           | 17.554               |
| 5°   | José Guimarães Dirceu  | Eboli                    | 2001         | 15.000           | 7.500                |
| 6°   | Alberto De Cristofaro  | Giugliano in Campania    | 2000         | 13.500           | 9.000                |
| 7°   | Alberto Pinto          | Caserta                  | 1936         | 12.000           | 6.817                |
| 8°   | Arturo Collana         | Nápoles                  | 1925         | 12.000           | 7.500                |
| 9°   | Alfredo Giraud         | Torre Annunziata         | 1962         | 10.750           | 4.800                |
| 10°  | Romeo Menti            | Castellammare di Stabia  | 1985         | 10.200           | 7.642                |
| 11°  | Luigi Pastena          | Battipaglia              | 1989         | 10.000           | 4.000                |
| 12°  | San Francesco d'Assisi | Nocera Inferiore         | 1973         | 10.000           | 9068                 |
| 13°  | Donato Vestuti         | Salerno                  | 1932         | 9.000            | 7.500                |
| 14°  | San Ciro               | Portici                  | 1986         | 7.580            | 7.580                |
| 15°  | Simonetta Lamberti     | Cava de' Tirreni         | 1969         | 7.000            | 5.200                |
| 16°  | Luigi Moccia           | Afragola                 | 1906         | 7.000            | 7.000                |
| 17°  | Domenico Conte         | Pozzuoli                 | 1906         | 7.000            | 5.000                |
| 18°  | Marcello Torre         | Pagani                   | 1975         | 5.893            | 5.093                |
| 19°  | Amerigo Liguori        | Torre del Greco          | 1952         | 5.300            | 5.300                |
| 20°  | Pasquale Janniello     | Frattamaggiore           | 1940         | 5.000            | 5.000                |
| 21°  | Enzo Mazzella          | Ischia                   | 1988         | 5.000            | 5.000                |
| 22°  | Progreditur            | Marcianise               | 1931         | 4.550            | 3.000                |
| 23°  | Caduti Di Brema        | Nápoles                  | 1965         | 4.000            | 4.000                |
| 24°  | Sabatino De Rosa       | Arzano                   | 2009         | 4.000            | 4.000                |
| 25°  | Pasquale Novi          | Angri                    | 1970         | 4.000            | 4.000                |
| 26°  | Pacevecchia            | Benevento                | 1982         | 4.000            | 4.000                |
| 27°  | Italia                 | Sorrento                 | 1950         | 3.600            | 3.600                |
| 28°  | Augusto Bisceglia      | Aversa                   | 1965         | 3.042            | 3.042                |
| 29°  | Salvatore Nuvoletta    | Marano di Napoli         | 2004         | 3.000            | 3.000                |
| 30°  | 28 settembre 1943      | Scafati                  | 1967         | 2.605            | 2.500                |
| 31°  | Alberto Vallefuoco     | Mugnano di Napoli        | 2006         | 2.500            | 2.500                |
| 32°  | Mario Piccirillo       | Santa Maria Capua Vetere | 1927         | 2.000            | 2.000                |

## Pabellones, hipódromos y otras instalaciones

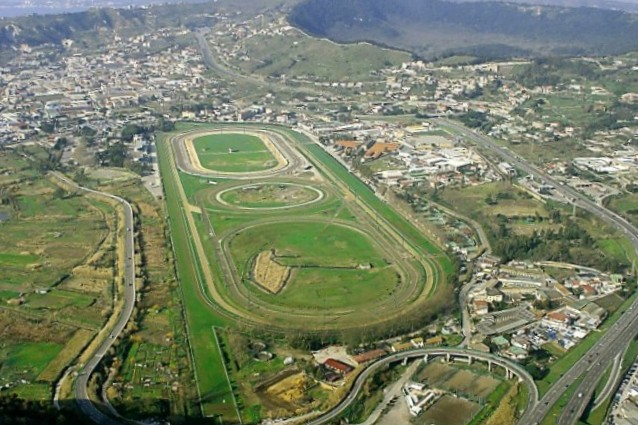
Hipódromo de Agnano, Nápoles

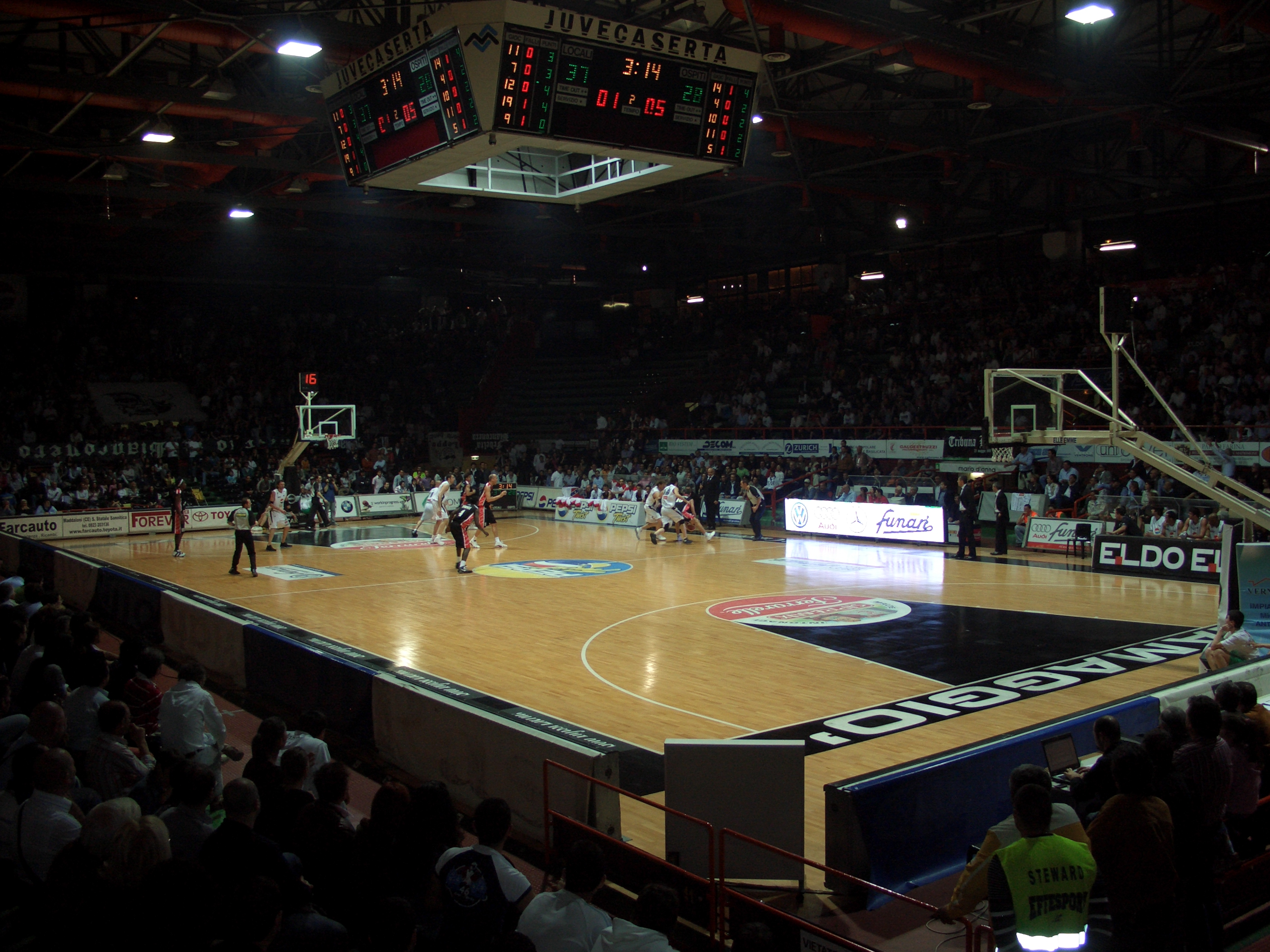
PalaMaggiò, Castel Morrone

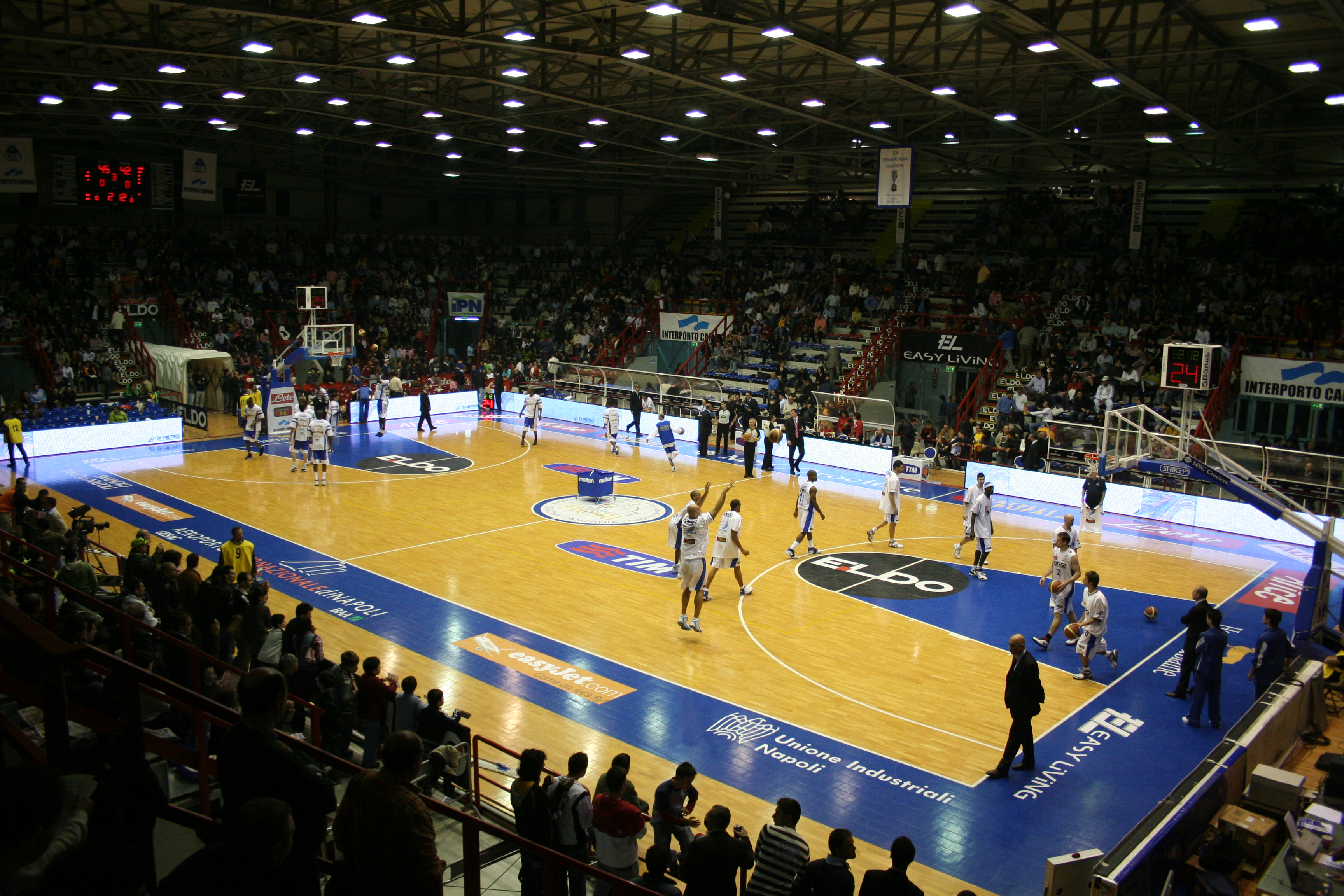
PalaBarbuto, Nápoles

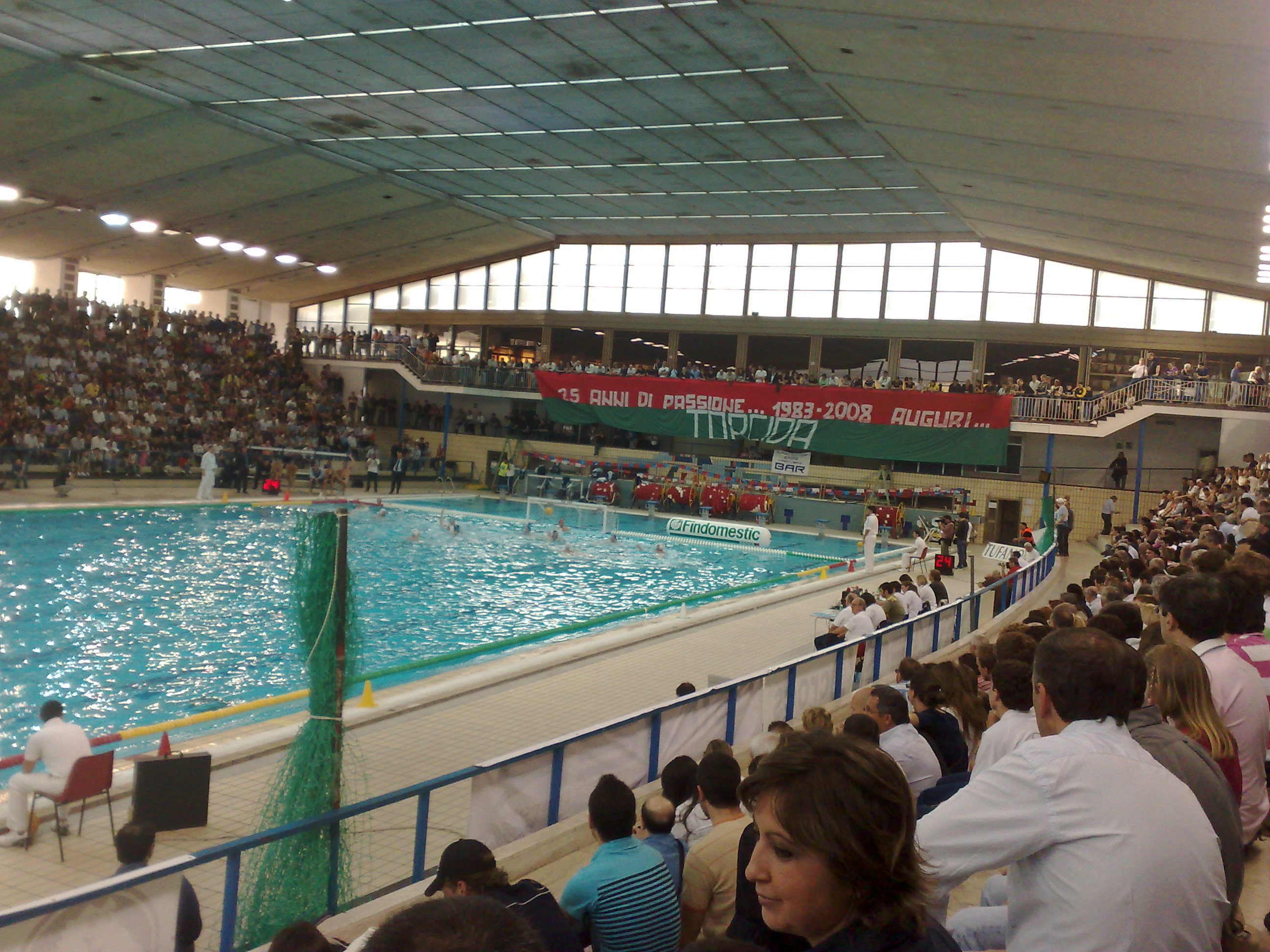
Piscina Scandone, Nápoles

| Pos. | Instalación                 | Ciudad                | Inauguración | Capacidad máxima | Deportes                              |
| ---- | --------------------------- | --------------------- | ------------ | ---------------- | ------------------------------------- |
| 1°   | Hipódromo de Agnano         | Nápoles               | 1935         | 30.000           | Hípica                                |
| 2°   | Hipódromo Cirigliano        | Aversa                | años 1950    | 15.000           | Hípica                                |
| 3°   | PalaSele                    | Eboli                 | 2001         | 8.000            | Baloncesto, Voleibol, Hockey          |
| 4°   | PalaMaggiò                  | Castel Morrone        | 1982         | 7.047            | Baloncesto                            |
| 5°   | PalaBarbuto                 | Nápoles               | 2003         | 5.500            | Baloncesto, Voleibol, Boxeo           |
| 6°   | PalaDelMauro                | Avellino              | 2008         | 5.195            | Baloncesto, Voleibol                  |
| 7°   | PalaCasoria                 | Casoria               |              | 5.000            | Baloncesto, Voleibol                  |
| 8°   | Piscina Scandone            | Nápoles               | 1963         | 4.500            | Waterpolo, Natación                   |
| 9°   | PalaTedeschi                | Benevento             |              | 4.000            | Baloncesto, Voleibol                  |
| 10°  | PalaVesuvio                 | Nápoles               | 1990         | 3.711            | Baloncesto, Voleibol                  |
| 11°  | PalaMangano                 | Scafati               | 2001         | 3.700            | Baloncesto, Voleibol                  |
| 12°  | Stadio Del Nuoto            | Caserta               |              | 3.000            | Waterpolo, Natación                   |
| 13°  | PalaTrincone                | Pozzuoli              |              | 2.600            | Baloncesto, Natación, Tenis de mesa   |
| 14°  | PalaJacazzi                 | Aversa                |              | 2.000            | Voleibol, Fútbol sala                 |
| 15°  | Palazzurro                  | Pagani                |              | 2.000            | Fútbol sala, Baloncesto, Voleibol     |
| 16°  | Stadio ex NATO              | Nápoles               | 1954         | 2.000            | Rugby                                 |
| 17°  | Palazzetto Morlando-De Rosa | Giugliano in Campania | 2019         | 1.500            | Baloncesto, Voleibol, Artes marciales |
| 18°  | PalaCoscioni                | Nocera Inferiore      | 2014         | 1.500            | Baloncesto, Voleibol,Fútbol sala,     |
| 19°  | Palazzetto dello Sport      | Caserta               |              | 1.000            | Voleibol                              |
| 20°  | PalaTulimieri               | Salerno               |              | 700              | Hockey sobre patines, Handball        |
| 21°  | PalaPalumbo                 | Salerno               |              | 500              | Handball                              |

## Principales sociedades deportivas
| Fútbol masculino: - Serie A - Napoli - Serie B - Avellino - Juve Stabia - Salernitana - Serie C - Benevento - Casertana - Cavese - Giugliano - Sorrento Fútbol femenino: - Napoli Femminile - Pomigliano - Napoli Dream Team - S. Egidio - Vapa Virtus Napoli - Domina Neapolis - Centro Ester - Libertas Frattese Baloncesto masculino: - Lega Basket Serie A - Napoli - Serie A2 - Scafati - Serie B - Partenope Napoli - Virtus Salerno - Virtus Pozzuoli Baloncesto femenino: - Pallacanestro Napoli-Pozzuoli - PB63 Lady Battipaglia - Dike Basket Napoli - Napoli Basket Vomero - Ariano Irpino - Salerno Basket 92 - Nuova Fiamma Stabia Waterpolo masculino: - Posillipo - Canottieri Napoli - Rari Nantes Napoli - Acquachiara - Studio Senese Cesport Italia - Rari Nantes Arechi - Rari Nantes Salerno Waterpolo femenino: - Posillipo - Acquachiara - Volturno - Sporting Club Flegreo | Voleibol masculino: - GIS Ottaviano - Cimitile - Ischia - Marcianise - Marigliano - Indomita Salerno - Volley Casandrino - CUS Napoli - Volley Ball Club Battipaglia Voleibol femenino: - Centro Ester Napoli - VolAlto Caserta - Due Principati - Arzano - Libertas Aversa - Rota Volley Mercato San Severino - Accademia Volley Benevento - Pallavolo Pontecagnano Faiano - Antares Rugby masculino: - Napoli Afragola - Partenope - Benevento - Arechi - Amatori Torre del Greco Rugby femenino: - Benevento Fútbol americano: - Briganti Napoli - Eagles Salerno - Owls Maddaloni Fútbol sala masculino: - Napoli - Feldi Eboli Fútbol sala femenino: - Woman Napoli Handball masculino: - Benevento - Scafati - Olimpia La Salle Handball femenino: - PDO Salerno Hockey línea: - Braccobaldo Hockey Napoli - Blue Tigers - Salerno Sharks Hockey patín masculino: - Roller Salerno - Cresh Eboli - Salernitana - Hockey Club Salerno Hockey patín femenino: - Hockey Club Salerno - Roller Club Salerno - Cresh Eboli |

- Datos: Q3967064
- Multimedia: Sports in Campania / Q3967064